# Carol Kaye
Carol Kaye es una educadora musical, bajista y guitarrista de sesión estadounidense. Estuvo presente en sesiones históricas como "La Bamba" de Ritchie Valens, River Deep – Mountain High producida por Phil Spector con la técnica del muro de sonido (wall of sound) para Ike & Tina Turner, "God Only Knows" y "Good Vibrations" de The Beach Boys y en el tema de la película Misión Imposible. Se calcula que tocó el bajo en más de 10 000 sesiones.

## Biografía
Sus padres Clyde y Dot Smith eran músicos profesionales.
A los 13 años después de la escuela trabajaba limpiando apartamentos y cuidando niños porque su familia era pobre. Un viajante le vendió una steel guitar (guitarra de acero) por 10 USD. Aprendió a leer música y a transcribirla a papel. Tomó 3 meses de clases con Horace Hatchett, que fue el profesor de Howard Roberts. En 1949 Horace Hatchett la contrató para que diera clases junto a él.
A los 14 años estaba ganando dinero haciendo giras y enseñando música. Así ponía comida en la mesa y ayudaba a su madre.
Con 19 y 20 años hizo giras con una big band.
Se casó con un bajista de una big band con la que estuvo de gira durante un año y medio. Después volvió a casa para cuidar de su hija. Tuvo un segundo hijo y se divorció.
Entre 1956 y 1963 comenzó a tocar jazz y bebop en clubes nocturnos de negros en Los Ângeles. Además tenía otro trabajo por el día.
En 1957 le ofrecieron trabajar en la grabación de un disco de Sam Cooke y otro de Ritchie Valens. Pagaban muy bien y ganaba en las 3 horas de grabación de un disco más de lo que ganaba en una semana. Para seguir haciendo trabajos de estudio tuvo que dejar de tocar jazz en los clubes. El trabajo de estudio le pareció mucho más sencillo que lo que hacía al tocar jazz. Se casó por segunda vez y tuvo su tercer hijo. Se divorció otra vez.
Kaye fue educada en la religión bautista, pero se convirtió al judaísmo a principio de los años 1960.
En 1963 fue llamada por Capitol Records a una sesión de grabación donde había fallado el bajista. Carol utilizó el Fender Precision del estudio, y en ese momento comenzó su imparable carrera como bajista, tocando no sólo en la grabación de discos, sino también grabando bandas sonoras para televisión y cine y cuñas publicitarias. 
En vez de hacer grabaciones con la guitarra y el bajo, se centró sólo en el bajo para no tener que ir cargando con varios instrumentos de estudio en estudio.
En los años de las décadas de 1950 y 1960 no había mujeres en las secciones de percusión y muy pocas en la sección rítmica. Era una mujer rubia delgada y con ojos azules. Ella no se fijaba en los prejuicios y se dedicaba a hacer lo que le pedían para ganar dinero y sacar adelante a su familia.
Sonny and Cher la llamaron para hacer un acompañamiento en su canción The Beat Goes On. El bajo tenía que tocar sólo un acorde aburrido pero Carol Kaye compuso otros acordes para la línea de bajo y la canción llegó a ser un gran éxito.
En esa época Carol trabajó para productores de la talla de Phil Spector, Michel LeGrand, Quincy Jones, Elmer Bernstein, Lalo Schifrin, David Rose, Dave Grusin, Ernie Freeman, Hugo Montenegro, Leonard Rosenman, John Williams o Alfred y Lionel Newman, entre otros muchos.
Formó parte de The Wrecking Crew, un grupo de músicos de estudio que tocaba de forma anónima (no aparecían en los créditos) desde la década de 1960 para los grupos más exitosos.
Entre ellos estaba Hal Blaine a la batería, Carol Kaye al bajo, Larry Knechtel a los teclados, Glen Travis Campbell a la guitarra, Leon Russell al piano, Jim Gordon a la batería y Chuck Berghofer al bajo.
Carol Kaye tocó una sesión de jazz en una prisión del sur de California y Phil Spector se le acercó y le preguntó si tocaría para un disco. Ella aceptó y empezó a tocar la guitarra eléctrica y el bajo en canciones como You Lost Your Lovin' Feelin'. Phil Spector era joven y brillante y se había hecho rico muy joven. Visitaba al psiquiatra y era un perfeccionista. Inventó nuevas técnicas de grabación y fue el primero que usó auriculares y bafles dentro del estudio. Carol Kaye recordó que una vez les hizo tocar 33 tomas de una melodía durante 3 horas. Con otros artistas hacían medio álbum en 3 horas.
Carol Kaye tocó el bajo en River Deep – Mountain High producida por Phil Spector con la técnica del muro de sonido (wall of sound) para Ike & Tina Turner.
Trabajó para Brian Wilson de The Beach Boys en Help me Rhonda, Good Vibrations, California Girls y otras,
En un trabajo para Mel Torme realizó una improvisación al bajo que fue llevada al disco y fue el mayor éxito de Mel Torme.
La discográfica Motown tenía una sucursal en Hollywood en la que Carol fue una de los 9 bajistas que trabajaron desde 1963 hasta 1969.
En la grabación de The Way We Were de Barbra Streisand le hicieron repetir 33 veces su toma de bajo.
En 1969 escribió el primero de sus más de 30 libros didácticos, How To Play The Electric Bass, donde Kaye reclama para sí la responsabilidad de haber cambiado para siempre el nombre con el que se conocía el nuevo instrumento, pues hasta entonces todo el mundo se refería a él, sencillamente, como Fender Bass.
Desde entonces, su prolífica carrera como músico de sesión y como autora de numerosos métodos didácticos para bajo eléctrico no ha cesado hasta la actualidad.
En algunos años llegó a ganar más que el presidente de los Estados Unidos. Pero al no estar reconocida en los créditos, luego no recibió royalties de muchos de sus trabajos.

## Instrumentos, técnica y trabajo

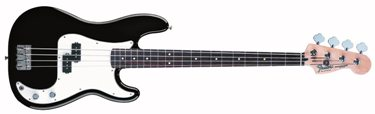
Fender Precision Bass

Suele tocar la guitarra y el bajo con púa. A veces se le acusa de meter exceso de notas de relleno en los temas ya que al proceder del jazz tiene una mayor riqueza sonora que le piden que simplifique para el pop o el rock. Tiene un sentido del tempo preciso como un metrónomo. Considera al bajo como un instrumento de los cimientos del rock and roll y del soul.
Piensa que el músico de estudio tiene que trabajar bien en equipo, ser puntual y tratar de sacar el trabajo adelante inventando.
Durante años estuvo durmiendo de 5 a 6 horas al día por la cantidad de horas de trabajo en el estudio.
Es partidaria de la práctica de acordes en vez de escalas de notas porque conducen a ciclos más armoniosos.
Al haber tocado jazz desde los 14 años, saber leer música y transcribirla, tener un sentido del ritmo preciso, tener capacidad de improvisación e invención, conocimiento de los ritmos latinos, como la samba, y una gran capacidad de trabajo era la primera bajista a la que llamaban en Los Ángeles para cualquier trabajo de rock and roll, soul o bandas sonoras.
Es una entusiasta del sonido digital porque lo considera superior al del vinilo.
En su trabajo de estudio de la década de 1960 usaba: Fender Precision con cuerdas Fender Flatwound Strings, amplificador Fender Concertone 4-10 amp, y a finales de la década Versatone amp.
Tiene los siguientes instrumentos: Ibanez SRX700 Bass, Thomastik-Infeld Jazz Flats strings, GK MB150S-iii Amp, Ibanez RG321 con Seymour Duncan Humbucker Jazz Pickup Alnico Pro II, con Thom. George Benson Elec. Jazz Guitar Flat strings etc., TI Benson Flats Strings para tocar Jazz.

## Valoración y colaboraciones

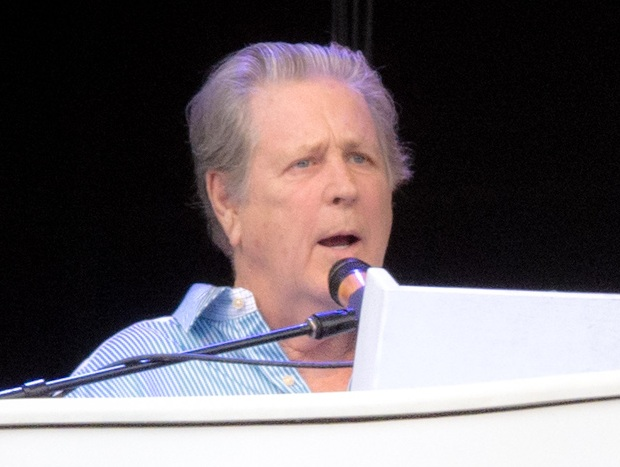
Brian Wilson en 2012

Es considerada una leyenda entre los aficionados al bajo eléctrico,. Posiblemente Carol Kaye es la bajista con más grabaciones en su haber de todos los tiempos, con más de 10 000 sesiones en cuatro décadas.
El número de éxitos que han sido grabados por ella es inconcebible. Además ha estado en el centro de la escena de grabación de bandas sonoras para películas de Los Ángeles durante más de una década. A pesar de todo ello, Carol Kaye es prácticamente desconocida entre el gran público porque los músicos de estudio no aparecían en los créditos.
Entre los artistas más importantes que han contado con Kaye en sus grabaciones están The Beach Boys, Phil Spector, The Doors, Ritchie Valens, Frank Sinatra, Nancy Sinatra, Glen Campbell, Leon Russell, Sonny & Cher, Joe Cocker, Barbra Streisand, Ray Charles, Frank Zappa, Ike & Tina Turner, Johnny Mathis, Simon & Garfunkel, The Righteous Brothers, The Marketts Herb Alpert, The Buckinghams, Paul Revere & The Raiders, Gary Lewis & The Playboys o the Monkees.
Entre las bandas sonoras más conocidas en las que Kaye ha participado se encuentran Quinn Martin, Cannon, The Streets of San Francisco, Mission: Impossible, MASH, Kojak, Get Smart, Hogan's Heroes, The Love Boat, McCloud, Mannix, It Takes a Thief, Peyton Place, La hora de Bill Cosby, Hawaii Five-O, The Addams Family, The Brady Bunch, Ironside, Room 222, Bonanza, Wonder Woman, Alias Smith & Jones, Run for Your Life, Duel (de Steven Spielberg) o Barnaby Jones.
Brian Wilson de The Beach Boys contrató a Carol Kaye para trabajar como bajista durante 3 meses en el disco Good Vibrations. Brian Wilson, que también es bajista, dijo de ella: 

‘Carol, you're the greatest d--- bass player in the world‘
‘Carol, eres la mejor bajista del mundo.’

Kaye reconoce la influencia musical de sus padres, y de otros artistas como Clyde y Dot Smith, Charlie Christian, Duke Ellington, Howard Roberts, Artie Shaw, Sonny Stitt, Miles Davis, Horace Silver, Hampton Hawes, Ray Charles, Earl Palmer o Ralph Pena.

## Docencia
En 1949 comenzó a escribir libros para enseñar a tocar la guitarra y el bajo de los que vendió más de medio millón de ejemplares.
Ha dado clases particulares a: Diana Krall, Harry Connick Jr., John Clayton (tocó el bajo eléctrico con Count Basie en la década de 1970), Charles Meeks (Chuck Mangione), Jim Hughart, Reinie Press (Hair), Bill Laymon (David Nelson Band), Tony Sales (Bowie), Roy Vogt, Pat Putter Smith, Alf Clausen (compositor de la serie Los Simpsons), Morty Corb, Whitey Hogan, Ron Bland, Abe Luboff, Robert Russell, Steve LeFevre, Jeremy Cohen, Arnie Moore, Mike Schnoebelon (Manhattan Transfer), Trey Thompson, Don Bagley, Dave Edelstein, Bob Stone, David Hungate (Toto), Max Bennett, Mitchell Penland, Tom Winker, Dave Dyson, Ray Neapolitan, Pat Senatore, Alison Prestwood, Luther Hughes, Harvey Newmark, Robin Mitchell, Ron Bland, Frank Carroll, Scott Hinkle, Bob Berteaux, Lane Baldwin, Monty Budwig, Richard Maloof (Welk), Bruce Stone, Mike Porcaro, Steve LeFevre, Marco Panascia, Aziz Hashmi, Kevin Hsieh, Bob Apperson, John Garnache, Jazz Guitar: Gabe Manzo, Rob Gallagher, Kevin Downing y unos 1 000 más.
Han estudiado sus libros y DVD: Sting, Mo Foster, John Paul Jones, Stu Hamm, Abe Laboriel, Jaco Pastorius, Tiran Porter, Nathan East, Christian McBride, Leon Gaer, Joel DiBartolo, Bill Bodine, Mark Eagan, Chris Gordan, Anthony Wilson.
Durante 15 años escribió en la revista Bassics Magazine. También escribió para Mix Magazine, Downbeat.
Durante 8 años impartió clases en el Henry Mancini Institute de la UCLA y en otras universidades.
Impartió más de 500 seminarios.
En su web tiene más de 115 consejos para músicos.
En 2015 llevaba varios años dando clases vía Skype.

## Premios y reconocimientos
Recibió el premio Lifetime Achievement Award de la Pittsburgh Jazz Society de la Duquesne University y el Lifetime Achievement Award de 2008 de la revista Bass Player Magazine.
Recibió el premio Esteemed Hollywood Composers-Arrangers Award.
Recibió el premio Touchstone Pioneer Women in Music Integrity & Professionalism Award.

## Discografía seleccionada
Kaye ha colaborado en miles de grabaciones y bandas sonoras. Esta lista representa únicamente una pequeña porción de sus trabajos

### En solitario
- " Picking up on the E string "

### Como Bajista

#### En Sencillos
- " Good Vibrations " y "God Only Knows " ( The Beach Boys )
- " Soul Reggae" ( Charles Kynard )
- " Andmoreagain " ( Love (band)|Love )
- " Homeward Bound (song)|Homeward Bound " ( Simon and Garfunkel )
- " California Girls , Sloop John B , Help Me, Rhonda , Heroes and Villains " ( The Beach Boys )
- " Natural Man" ( Lou Rawls )
- " Come Together" ( Count Basie )
- " Feelin' Alright" ( Joe Cocker )
- " I Think He's Hiding" ( Randy Newman )
- " Games People Play" ( Mel Tormé )
- " Cantaro" ( Gene Ammons )
- " Wait 'Til My Bobby Gets Home" ( Darlene Love )
- " Goin' Out Of My Head / Can't Take My Eyes Off You " ( The Lettermen )
- " Go Little Honda" (The Hondels)
- " Hikky Burr" (Quincy Jones & Bill Cosby & TV theme)
- " I'm a Believer " ( The Monkees )
- " Indian Reservation" ( Paul Revere & the Raiders )
- " In the Heat of the Night, I Don't Need No Doctor, America The Beautiful" ( Ray Charles )
- " It Must Be Him " ( Vikki Carr )
- " Little Green Apples " ( O.C. Smith )
- " Midnight Confessions " ( The Grass Roots )
- " Mission: Impossible Theme" ( Lalo Schifrin )
- " Mannix Theme" ( Lalo Schifrin )
- "Out of This World" ( Nancy Wilson (jazz singer)|Nancy Wilson )
- " Wichita Lineman " and " Rhinestone Cowboy " ( Glen Campbell )
- "River Deep – Mountain High" ( Ike & Tina Turner )
- " Scarborough Fair /Canticle" ( Simon and Garfunkel )
- " Sixteen Tons " ( Tennessee Ernie Ford )
- " Something Stupid " ( Frank Sinatra|Frank and Nancy Sinatra )
- " These Boots Are Made for Walkin' " (Nancy Sinatra)
- " This Diamond Ring " ( Gary Lewis & the Playboys )
- " The Twelfth of Never " ( Johnny Mathis )
- " The Way We Were " ( Barbra Streisand )
- " Understanding" ( Ray Charles )
- " Soul & Inspiration" bass, " You've Lost That Lovin' Feelin' " guitar ( The Righteous Brothers )
- " Suspicious Minds " ( Elvis Presley )
- " Carry On " ( JJ Cale ) - JJ Cale Styles Book

#### En álbumes
- Pet Sounds  ( The Beach Boys )
- Song of Innocence  ( David Axelrod (musician)|David Axelrod , 1968)
- Songs of Experience ( David Axelrod (musician)|David Axelrod , 1969)
- Release of an Oath  ( The Electric Prunes , 1968)
- There's A Whole Lalo Schifrin Goin' On ( Lalo Schifrin , 1968)
- Dirty Harry  (score by Lalo Schifrin , 1971)
- Northern Windows ( Hampton Hawes )
- Big Man ( Cannonball Adderley )
- Reelin' With The Feelin' ( Charles Kynard )
- Cameo  ( Dusty Springfield , 1972)
- Hugo In Wonder-land ( Hugo Montenegro )
- Your Good Thing ( Lou Rawls )
- You've Made Me So Very Happy ( Lou Rawls )
- The Funky Organ-ization of Henry Cain (Henry Cain)
- Cosmic Sounds ( The Zodiac )
- Pride (Pride) (1970)
- Thumbs up (Ray Pizzi, Carol Kaye, Mitch Holder )(1999)
- Picking Up On The E-String" (Carol Kaye) (1995)
- Freak Out" ( Frank Zappa & The Mothers of Invention )1965
- Absolutely Free" ( Frank Zappa & The Mothers of Invention ) 1966
- Cosmic Brotherhood  ( Bill Plummer (musician)|Bill Plummer , 1968)

### Como guitarrista
- " Then He Kissed Me " ( The Crystals )
- " Danke Schoen " ( Wayne Newton )
- " Johnny Angel" ( Shelley Fabares )
- " La Bamba (song)|La Bamba " ( Ritchie Valens )
- " Let's Dance (Chris Montez song)|Let's Dance " ( Chris Montez )
- " The Little Old Lady from Pasadena " ( Jan and Dean )
- " Needles and Pins " ( Jackie DeShannon )
- " Surf City (song)|Surf City " ( Jan and Dean )
- " The Beat Goes On " ( Sonny & Cher )
- " You've Lost That Lovin' Feeling " ( The Righteous Brothers )
- " The Birds and the Bees " ( Jewel Akens ), with a Leslie speaker effect
- " Mannix Theme" ( Lalo Schifrin )
- " The Daily Planet (song)|The Daily Planet " ( Love )

## Libros y otros materiales didácticos
- How To Play The Electric Bass
- Personally yours (1970)
- Electric Bass lines series Nos 1-6
- Jazz Improv For Bass
- Pro's Jazz Phrases Bass
- Bass DVD Course
- Music Reading DVD w/Manual
- Teaching Playing Hangin' DVD
- Jazz Bass CD & Guide
- Rock-Funk Bass CD & Guide, produced Joe Pass
- Carol Kaye: Bass CD
- Bass Performances CD
- Hit Bass Lines CD
- Jazz Improv Soloing DVD Course
- How to play Electric Bass chords

## Videos
- The First lady of the Bass about Carol. Documental finlandés de 52 minutos realizado por Pekka Rautionmaa y  Ari Ylä-Anttila.[6]

Carol Kaye: Session Legend Interview (full) en YouTube.
The Wrecking Crew - Official Trailer en YouTube.
The Wrecking Crew - Making of Good Vibrationsr en YouTube.
Carol Kaye,Steve Bailey&Victor Wooten BassSession NAMMSHOW 2000 en YouTube.
Brian Wilson & Carol Kaye : Good Vibrations en YouTube.
CAROL KAYE interview/video chat about her work with BRIAN WILSON on THE BEACH BOYS` "SMiLE" sessions en YouTube.
Carol Kaye Trailer en YouTube.
BASS PLAYER: Carol Kaye Interview en YouTube.
Marco Panascia Carol Kaye: Just Friends NAMM 2005 en YouTube.